# 김희완
김희완(金熙完, 1956년 10월 1일, 경기도 이천시 ~ )은 대한민국의 서울특별시 제33대 정무부시장이었고, 전 신문인이다.

## 학력
- 서울중동고등학교 졸업
- 연세대학교 정치외교학과 학사 졸업
- 하버드대학교 국제정치학 석사 졸업

## 경력
- 중앙일보 기자
- 통일민주당 김영삼 총재 부대변인
- 통일민주당 김영삼 총재 공보비사
- 민주당 부대변인
- 민주당 이기택 총재 비서실장
- 민주당 이기택 대표 정무특보
- 민주당 서울시당 송파구 갑 지구당 위원장
- 조순 서울시장 후보 선거캠프 기획단장
- 그린캠프 21 대변인
- 1996.12 ~ 1998.06 제33대 서울특별시 정무부시장
- 2000.02.11 한나라당 입당

## 역대 선거 결과
|  | 32.30% |

|  | 33.18% |

|  | 36.9% |

| 전임 최수병 | 제33대 서울특별시 정무부시장 1996년 12월 26일 ~ 1998년 6월 30일 | 후임 신계륜 |